# Contagem
Contagem is een gemeente in de Braziliaanse deelstaat Minas Gerais. De gemeente telt 658.580  inwoners (schatting 2017).

## Aangrenzende gemeenten
De gemeente grenst aan Belo Horizonte, Betim, Esmeraldas, Ibirité en Ribeirão das Neves.

## Geboren
- Ramon Menezes Hubner (1972), voetballer
- Jonathan Reis (1989), voetballer
- Ricardo Lucarelli (1992), volleybalspeler